# مهناز فتاحی
مهناز فتاحی (۱۳۴۷ در همدان  ) نویسنده و پژوهشگر تاریخ شفاهی جنگ ایران و عراق است.

## زندگی‌نامه
مهناز فتاحی د سال ۱۳۴۷ در خانواده‌ای از کُردهای کرمانشاه در شهر همدان به دنیا آمد. او در دانشگاه بوعلی سینا در همدان در مقطع کارشناسی به تحصیل زبان و ادبیات فارسی پرداخت. اولین آثار خود را در نوجوانی در مجلات به چاپ رساند. سپس در دوران جنگ ایران و عراق در بهیاری فعالیت و به مداوای مجروحان می‌پرداخت. او سپس شروع به نگارش خاطرات خود از زمان جنگ کرد. نخستین داستان وی در رابطه با این جنگ با نام طعم تلخ خرما به چاپ رسید. پس از آن کتابی با نام اردیبهشت دیگر به نگارش درآورد. کتاب «اردیبهشتی دیگر» داستان یکی از نیروهای ژاندارمری در بعد از انقلاب به نام عبدالحمید خزایی در زمان بروز درگیری در کردستان پس از روی کار آمدن حکومت جمهوری اسلامی در مرکز است.
سومین کتاب وی نیز با نام فرنگیس به چاپ رسید که به زنی کُرد به نام فرنگیس حیدرپور می‌پردازد که در جریان جنگ ایران و عراق با دو سرباز عراقی درگیر و با تبر یکی را کشته و دیگری را به اسارت می‌گیرد و تحویل نیروهای ایرانی می‌دهد. فتاحی هدف خود از نگارش این کتاب را بیان کردن سختی‌ها و رنج زنان درگیر جنگ بیان نموده‌است. او خود در بارۀ نگارش این کتاب گفته که پس از آنکه سیدعلی خامنه‌ای رهبر جمهوری اسلامی در سفرش به کرمانشاه بر ثبت خاطرات فرنگیس حیدرپور تأکید کرده، اقدام به جمع‌آوری آن نموده‌است. فتاحی حیدرپور را یک قهرمان واقعی و بی ادعا نامیده‌است که نگارش کتابی دربارۀ وی باید خیلی وقت پیش انجام می‌شد.
کتاب «لایکم کن» اثر دیگر مهناز فتاحی داستان دختری به نام رؤیا است که بعد از آشنایی با دنیای مجازی زندگیش دست‌خوش تغییراتی می‌شود. بخش‌هایی از این کتاب به صورت طنز نوشته شده‌است.
کتاب «باغ مادربزرگ» خاطرات «خانزاد» مادربزرگ مهناز فتاحی در جریان جنگ ایران و عراق است. وی در آن زمان مدیریت خانواده را بر عهده گرفته‌بوده‌است. آن‌ها صاحب دو باغ بوده‌اند که در یکی خود و در سایر باغ‌ها آوارگان جنگ را پناه می‌داده و به آن‌ها کمک می‌کردند. در این کتاب علاوه بر جنگ ایران و عراق، مطالب بسیاری در مورد حملۀ شیمیایی به حلبچه بیان شده‌است.
کتاب قلب کوچک سپهر نیز به روایتی واقعی از زندگی خود فتاحی و فرزند او می‌پردازد. قلب فرزند او که سپهر نام دارد به یک بیماری نادر و لاعلاج مبتلا است. او به همین دلیل ۵ عمل جراحی را پشت سر گذاشته و در مجموع ۵۰ بار بستری شده‌است. فتاحی در این کتاب از نگرانی‌ها و غصه‌های خود به عنوان یک مادر صحبت می‌کند.

## آثار
- طعم تلخ خرما، ۱۳۹۱، کانون پرورش فکری کودکان و نوجوانان.
- اردیبهشتی دیگر، ۱۳۸۹، سوره مهر.
- فرنگیس، ۱۳۹۴، سوره مهر.
- لایکم کن، ۱۳۹۵، نشر پیکان.
- عروس‌های جنگ،[۱۰]۱۳۹۴، امینان.
- کتاب باغ مادربزرگ
- قلب کوچک سپهر

## جوایز
- نفر اول گزارمان‌نویسی کشور در دو سال پیاپی.
- کارگردان برگزیدۀ نمایش عروسکی کشور در سال ۱۳۸۴ در همدان.
- موفقیت در جشنواره اداری شعر و داستان کشور.
- برگزیدهٔ داستان نوجوانان در جشنواره مطبوعات کودک و نوجوان کشور.[۱۱]
- برگزیدهٔ داستان نوجوان کتاب فصل کشور، سال ۱۳۸۷.
- نامزد کتاب سال جمهوری اسلامی با کتاب طعم تلخ خرما، سال ۱۳۸۷.[۱۲]
- نامزد جایزه ادبی جلال آل احمد در سال ۱۳۹۴.[۶]
- برگزیده داستان نوجوان چهارمین دورۀ جایزه پروین اعتصامی، سال ۱۳۸۹.[۱۲][۱۳]